# Damernas tempolopp i bancykling vid olympiska sommarspelen 2000
Damernas tempolopp i bancykling vid olympiska sommarspelen 2000 ägde rum i den 16 september 2000 i Dunc Gray Velodrome.

## Medaljörer
| Event              | Guld                        | Silver                     | Brons             |
| Damernas tempolopp | Félicia Ballanger Frankrike | Michelle Ferris Australien | Cuihua Jiang Kina |

## Resultat
| Placering | Namn                    | Nation      | Tid    | Rekord |
| --------- | ----------------------- | ----------- | ------ | ------ |
| 1         | Felicia Ballanger       | Frankrike   | 34.140 | OR     |
| 2         | Michelle Ferris         | Australien  | 34.692 |        |
| 3         | Cuihua Jiang            | Kina        | 34.768 |        |
| 4         | Yan Wang                | Kina        | 35.013 |        |
| 5         | Chris Witty             | USA         | 35.230 |        |
| 6         | Ulrike Weichelt         | Tyskland    | 35.315 |        |
| 7         | Kathrin Freitag         | Tyskland    | 35.473 |        |
| 8         | Tanya Dubnicoff         | Kanada      | 35.486 |        |
| 9         | Iryna Yanovych          | Ukraina     | 35.512 |        |
| 10        | Daniela Larreal         | Venezuela   | 35.728 |        |
| 11        | Magali Faure-Humbert    | Frankrike   | 35.766 |        |
| 12        | Szilvia Noemi Szabolcsi | Ungern      | 35.778 |        |
| 13        | Lori-Anne Muenzer       | Kanada      | 35.846 |        |
| 14        | Lyndelle Higginson      | Australien  | 35.859 |        |
| 15        | Oxana Grichina          | Ryssland    | 36.169 |        |
| 16        | Fiona Ramage            | Nya Zeeland | 36.536 |        |
| 17        | Mira Kasslin            | Finland     | 37.145 |        |